# カーン・サクストン
カーン・サクストン（Kern Saxton）は、アメリカ合衆国の映画監督である。

## 経歴
2012年、『SUSHI GIRL』を監督した。同作の海賊版がオンライン上に流出した際には、ウェブサイトを直接訪れて、「視聴してくれたことには感謝しているが、楽しんだのなら是非DVDやBlu-rayを購入してほしい」と訴えた。

## フィルモグラフィー
- SUSHI GIRL（2012年）